# ابراهیم موصلی
ابراهیم بن ماهان بن بهمن الموصلی (۱۲۵ — ۱۸۸) معروف به ابن ماهان و ابن‌ میمون، که بیشتر با نام ابراهیم موصلی به وی اشاره می‌شود، شاعر، غزل‌سرا، موسیقی‌دان، آهنگ‌ساز، خواننده و عودنواز، و رهبر جنبش کلاسیک در موسیقی عرب بود.
وی در کوفه و از پدر و مادری ایرانی به دنیا آمد. پدرش را در سن کم از دست داد و نزد خانواده‌ای عرب از قبیلهٔ تمیمی پرورش یافت. از جوانی به موسیقی علاقه پیدا کرد و ابتدا در موصل و سپس در ری آموزش موسیقی را پی گرفت. پس از دوره‌ای از سفرهای بسیار که به فراگیری موسیقی سپری شد، به دربار خلفای عباسی در بغداد راه یافت و دورهٔ جدیدی از زندگی را آغاز کرد که همراه با عزت و ثروت فراوان بود. او در دورهٔ سه خلیفهٔ عباسی (مهدی، هادی و هارون الرشید) در دربار جایگاه داشت و در نهایت نیز زمانی که در دربار هارون بود، در بغداد درگذشت.
ابراهیم موصلی و پسرش اسحاق موصلی، که خود از موسیقی‌دانان مشهور عرب شد، بنیانگذاران جنبش موسیقی کلاسیک در موسیقی عرب بودند. در مقابل، ابن جامع، موسیقی‌دان دیگری که هم‌دورهٔ ابراهیم موصلی بود و همزمان با او در دربار عباسیان جایگاه داشت، سبکی از موسیقی عربی را که در پایبندی به اصول انعطاف داشت و از نوآوری استقبال می‌کرد پایه گذاشت، و هواداران این دو با هم در رقابت بودند. موصلی همچنین پایه‌گذار شعر عربی برپایهٔ آهنگ‌های ایرانی بود. از او صدها قطعه موسیقی و بیش از یکصد بیت شعر بر جا مانده‌است. وی شاگردان بسیاری داشت، که پسرش اسحاق، منصور زلزل و مخارق از آن‌جمله هستند. همچنین وی نخستین موسیقی‌دان عربی بود که آوازخوانی را به کنیزان سفیدپوست آموزش داد. عموم آنچه در مورد وی می‌دانیم، از نوشته‌اند ابوالفرج اصفهانی بر می‌آید.

## زندگی‌نامه
ابراهیم موصلی در سال ۱۲۵ ه‍.ق در کوفه به دنیا آمد. پدرش ماهان نام داشت و از نجیب‌زادگان ایران و اهل ارجان در پارس بود. که به خاطر بیدادگری‌های فرماندار امویِ پارس ناچار به گریز از خانه شد و در میان قبیلهٔ تمیمی در کوفه در شبه‌جزیره عربستان ساکن گشت. مادرش نیز ایرانی بود و همزمان با پدر از ایران گریخته بود. در آن زمان، فرهنگ و زبان فارسی در میان قبیلهٔ عرب تمیمی نفوذ زیادی داشت و برخی از آنان نیز زرتشتی شده بودند. ماهان در طاعون سال ۱۲۵ ه‍.ق (همان سال تولد ابراهیم) در کوفه درگذشت. پس از آن، خاندا خُزَیمة بن خازم که از تمیمیان بودند، کفالت او و دو برادرش را برعهده گرفتند و او با فرزند ابن خازم پرورش یافت و به مکتب رفت. از آنجا که نام پدرش «ماهان» مایهٔ سرزنش عرب‌ها نسبت به او بود، وی نام پدرش را به «میمون» تغییر داد.
زندگی ابراهیم را می‌توان به دو دوره تقسیم کرد. در دورهٔ اول، او به سفرهای دور و دراز رفت تا موسیقی از از استادان مختلف فرا بگیرد، و در دورهٔ دوم، او یکسره در بغداد و در دربار خلفای عباسی بود.
ابراهیم ابتدا از کوفه به موصل رفت و در آنجا عود فراگرفت و به شهرت رسید، و از همین رو به نام «موصلی» معروف شد. در مورد علت سفر او از کوفه به موصل اختلاف نظر هست، چنانکه برخی منابع آن را با هدف پیگیری موسیقی دانسته‌اند اما برخی دیگر آن را پیرو آن دانسته‌اند که وی مدتی با راهزنان همراه شد و با آنان باده‌نوشی می‌کرد که منجر به سرزنش اطرافیانش در کوفه شد، پس تصمیم به ترک کوفه گرفت. همچنین از پسرش اسحاق روایت کرده‌اند که طلبِ روزی ابراهیم را به موصل کشاند.
سفر اول وی به موصل کوتاه بود و احتمالاً سفرهای دیگری به موصل کرد. اما سفر مهم بعدی وی، به ری بود. در این سفر طولانی، او به فراگیری موسیقی ایرانی و عربی مشغول شد و در آنجا با دو زن ایرانی به نام‌های دوشار و شاهَک ازدواج کرد. گفته شده که دوشار نوازندهٔ دف بود و بیشتر مورد محبت ابراهیم قرار داشت. ابراهیم از شاهک صاحب پسری به نام اسحاق شد که خود از موسیقی‌دانان برجستهٔ آن دوران شد.
ابراهیم موصلی نزد استادان ایرانی و عرب از جمله جوانویه زرتشتی و سیاط موسیقی آموخت. در همین دوره بود که وی به دربار والی بصره راه یافت و در مقام خنیاگر (خوانندهٔ آواز)، از احترامی بالا برخوردار شد.
پس از چندی، مهدی، خلیفهٔ دوم عباسی، موصلی را به بغداد فراخواند، و این سرآغاز دورن ثروت و عزت او بود، اگر چه مهدی گاه به کیفر شراب‌خواری او را به تازیانه می‌گرفت یا به سیاهچاله می‌انداخت. تاریخ ورود موصلی به بغداد مشخص نیست اما با تطابق منابع مختلف چنین بر می‌آید که وی حدود ۳۵ تا ۳۹ سالگی به بغداد رفته‌است. وی در زمان خلافت هادی، چهارمین خلیفهٔ عباسی، موصلی به شهرت رسید و بعداً مورد توجه هارون الرشید، پنجمین خلیفهٔ عباسی نیز بود چنانکه به وی لقب «الندیم» دادند که مخصوص ندمای خاص خلیفه بود. گفته شد که نخستین کسی که پس از به خلافت رسیدن هارون در حضور او آواز خواند، ابراهیم موصلی بود. موصلی که از هنرمندان طراز اول دربار هارون بود، در این دوره از یحیی مکی، دیگر هنرمند برجستهٔ دربار هارون که استادان موسیقی کهن عرب بود، سنت‌های موسیقی حجاز را فراگرفت.
در دو دههٔ پایانی عمرش، موصلی احتمالاً چند سفر دیگر نیز به ری، طوس، و شام داشت. همچنین روایت شده که در سال ۱۸۶ ه‍.ق (دو سال پیش از مرگش) وی به همراه هارون به مکه سفر کرد. موصلی در سال ۱۸۸ ه‍.ق در بغداد درگذشت. پس از مرگ ابراهیم، دِعبل (شاعر عرب، ۱۴۸ تا ۲۴۶ ه‍.ق) مرثیه‌ای در رثایش سرود که در آن تصاویر تارهای عود، کنیزان خواننده، خم‌های شراب و مهره‌های شطرنج توصیف شده که همگی در سوگ ابراهیم به عزا نشسته‌اند.

## تأثیرات
ابراهیم موصلی بالغ بر چند صد آهنگ ساخت و ساخت چند مقام را نیز به او نسبت داده‌اند. هنری جرج فارمر ساخت بیش از ۹۰۰ قطعه را به وی نسبت می‌دهد. همچنین موصلی پایه‌گذار مقام ریتمیک ماخوری دانسته می‌شود که ممکن است با دستگاه ماهور مرتبط باشد، اگر چه نام آن برگرفته از ماخورها (میکده‌ها) دانسته می‌شود و دلیل این نامگذاری هم اجرای آن موسیقی توسط موصلی در میکده‌ها ذکر شده‌است. بنابر آنچه ابویوسف کندی در رسالهٔ "اجزاء خبریه فی الموسیقی" می‌گوید، ماخوری از دو نقره (ضرب) متوالی و یک نقرهٔ منفرد تشکیل می‌یافته است. نام ماخوری در آثار موسیقیدان‌هایی همچون فارابی و کندی بسیار دیده می‌شود. همچنین گوشه‌ای به نام «ابراهیمی» نیز در مقام عشاق وجود دارد که ساخت آن را به ابراهیم موصلی نسبت می‌دهند.
اگر چه ابراهیم و پسرش اسحاق (که بعداً از سرآمدان موسیقی عرب شد) تبار ایرانی داشتند و با موسیقی ایرانی آشنا بودند، اما هر دو چنان شیفتهٔ موسیقی عربی بودند که در رعایت اصول آن سخت پایبند بودند. در مقایسه، ابن جامع که از دیگر موسیقی‌دانان برجستهٔ دورهٔ مهدی عباسی بود و با ابراهیم موصلی همزمان در دربار عباسی بود، از تغییر و نوآوری در موسیقی عربی استقبال می‌کرد. از همین رو ابن جامع و ابراهیم موصلی در رقابت با هم بودند و هوادارنشان جبه‌هایی مخالفی تشکیل داده بودند. در نهایت، این دو گروهِ رقیب، پیشگامان دو مکتب در موسیقی عرب شدند که یکی به مکتب کهن یا کلاسیک (به رهبری اسحاق موصلی) و دیگری به مکتب رمانتیک (به رهبری ابراهیم بن مهدی) معروف شدند.
همچنین موصلی نخستین پیرو برپایی شعر عرب بر آهنگ‌های ایرانی بود. او با درآمیختن نغمه‌های فارسی و عربی از سویی موسیقی جدید عربی را پی‌ریزی کرد و از سوی دیگر ترانه‌هایی ساخت که در دنیای عرب رواج یافت و سبک غزل عربی را دگرگون کرد. هارون الرشید به ابراهیم مأموریت داده بود که به همراه ابن جامع و فُلَیح بن ابی العَورا، ۱۰۰ ترانه از زیباترین آن روزگار را برایش گردآوری کنند. بعدها، حاصل کار این سه نفر مبنای کتاب اغانی ابوالفرج اصفهانی شد. ابوالفرج حدود ۱۳۰ بیت از شعرهای ابراهیم موصلی را نقل کرده‌است که عمدتاً در قطعات کوچک ۲ تا ۶ بیتی هستند و مضامینی ساده دارند.
آوازهٔ ابراهیم موصلی به غرب نیز رسید، چرا که نامی از او در داستان‌های هزار و یک شب آمده‌است.

## شاگردان
پسرش اسحاق موصلی از شاعران و موسیقی‌دانان دوران عباسی بود. اسحاق سبک پدر در شعر و موسیقی را ادامه داد و به کمال رساند، و پس از او شاگردش زریاب این سبک را به آندلس در اسپانیای امروزی برد و در آنجا رواج داد.
منصور زلزل نیز برادر زن ابراهیم موصلی بود. مخارق، علویه، ابوصافه، سلیم بن سلام، محمدبن حارث و محمد زف از دیگر شاگردانش بوده‌اند. همچنین، از کنیزان آوازه‌خان نیز شاگردانی داشت از جمله بَذل، دَنانیر، و مُتَیَّم. ابراهیم نخستین موسیقی‌دانی دانسته می‌شود که به کنیزان سفیدپوست آموزش نوازندگی و خوانندگی داده‌است. این کار برای وی منفعت مالی نیز داشت، چرا که ارزش کنیزی که خوانندگی فرامی‌گرفت دوچندان می‌شد.

## منبع‌شناسی
منابع بسیاری در مورد ابراهیم موصلی نوشته‌اند که دیوان ابوالعتاهیه (درگذشتهٔ ۲۱۰ قمری) از قدیمی‌ترین آن‌هاست و شذرات الذهب ابن عماد (درگذشتهٔ ۱۰۸۹ قمری) از نمونه‌های معاصرتر. اما در این میان، کتاب اغانی از ابوالفرج اصفهانی منبع اصلی دانسته می‌شود و تمام آثار بعدی، کمابیش هرآنچه در اغانی آمده‌است را نقل کرده‌اند.

## یادداشت
1. ↑  سال تولد موصلی در اکثر منابع همان ۱۲۵ ه‍.ق ذکر شده‌است به جز در البدایة و النهایة از ابن کثیر که در آن سال ۱۱۵ ه‍.ق ذکر شده‌است.[۴]
2. ↑  از برخی منابع چنین بر می‌آید که موصلی همسرش را در کوفه ملاقات کرد اما از برخی دیگر چنین بر می‌آید که وصلت آن دو پیشتر در ارجان سرگرفته بود.[۸]
3. ↑  برخی منابع دیگر، چنین نوشته‌اند که ابراهیم در زمان فوت پدرش دو یا سه‌ساله بود.[۱۱]
4. ↑  اُون رایت در دانشنامه اسلام چنین می‌نویسد که ابراهیم پس از مرگ پدرش، نزد مادر و دایی‌هایش بزرگ شد و ایشان با تمایل ابراهیم به موسیقی مخالفت داشتند.[۱۲]
5. ↑  با نام جوانویه مجوسی نیز شناخته می‌شود؛ موصلی به روایتی وی را در ری و به روایتی در بندر اُبُلّه، شهری قدیمی در منطقهٔ بصرهٔ امروزی ملاقات کرد و از وی موسیقی قدیم ایران را فراگرفت.[۱۸]
6. ↑  سیاط ابووهب عبدالله بن وهب مکی، زادهٔ ۱۲۲ ه‍.ق[۱۹] از بزرگترین موسیقی‌دانان دربار عباسی بود که در زمان خلافت مهدی عباسی به دربار راه یافت و از پرکارترین آهنگسازان آن دوره شد. وی در جوانی در سال ۱۶۳ یا ۱۶۹ ه‍.ق درگذشت.[۲۰][۲۱]
7. ↑  برخی منابع نوشته‌اند که ابراهیم موصلی، کسائی نحوی، عباس بن انحف، و ابوالعتاهیه همگی در یک روز درگذشتند و مأمون نیز به امر هارون بر پیکر ایشان نماز خوانده‌است، اما از آنجا که در منابع دیگر سال درگذشت این چهار شخص متفاوت از هم ذکر شده‌است، این روایت مورد تردید است.[۲۹]
8. ↑  موصلی در روایتی مشهور مدعی شده که ماخوری توسط ابلیس به وی آموخته شده‌است. ادعای ملاقات با ابلیس یا اجنه مختص وی نیست، چنانکه فرزندش اسحاق موصلی، و موسیقی‌دانان دیگری از جمله شاگردش زریاب و ابراهیم بن مهدی که هم عصر اوست نیز چنین ادعایی داشته‌اند.[۳۳]
9. ↑  ابن جامع و ابراهیم موصلی، هر دو در باده‌نوشی افراط می‌کردند و از این رو مورد غضب مهدی قرار می‌گرفتند. مهدی موصلی را از این بابت به تازیانه می‌گرفت و به زندان می‌انداخت، اما چون ابن جامع از خاندان قریش بود، تنها به تبعید وی از بغداد اکتفا کرد.[۳۷]